# Villa Cañás
Villa Cañás è una cittadina argentina del dipartimento General López, nella provincia di Santa Fe.

## Geografia
Villa Cañás è situata a 370 km a sud-ovest dal capoluogo provinciale Santa Fe e a 180 km a sud-ovest di Rosario.

## Storia
L'insediamento, sorto lungo i binari della ferrovia San Martín, fu fondato nel 1902 per volontà di Juan Cañás, proprietario delle terre circostanti. Il piccolo centro fu popolato principalmente da immigrati spagnoli e italiani.